# Arosa

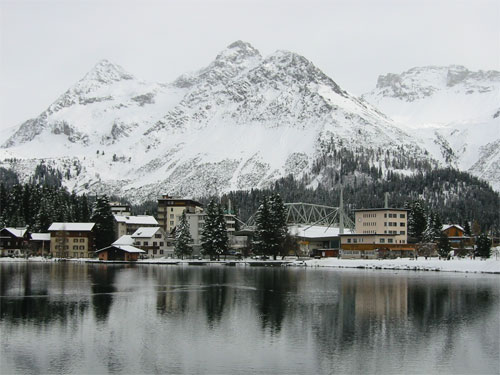

Arosa este o stațiune montană din Elveția, situată în Cantonul Graubünden, a cărei atractivitate, în afară de peisaj, constă în faptul că e singura stațiune de schi în care accesul la piste este direct, deoarece acestea se află în fața hotelurilor.